# Referéndum de Dinamarca de 2022
El referéndum de Dinamarca de 2022, se llevó a cabo el 1 de junio de 2022. El objetivo del referéndum estuvo orientado a debatir la abolición de la exclusión voluntaria de la Política Común de Seguridad y Defensa de la Unión Europea, una de las exclusiones del país de la Unión Europea.
Fue convocado el 6 de marzo de 2022 por la primera ministra danesa, Mette Frederiksen,  tras un amplio acuerdo de defensa multipartidista alcanzado en el contexto de la invasión rusa de Ucrania de 2022.
La pregunta realizada al pueblo danés mediante este plebiscito fue la siguiente:

¿Vota a favor o en contra de la participación de Dinamarca en la cooperación europea en materia de defensa y seguridad mediante la abolición de la exclusión voluntaria de la UE en materia de defensa? (Proyecto de ley sobre la participación de Dinamarca en la cooperación europea en materia de defensa y seguridad).

Un 66 % de los votantes optó por la opción de «Sí», lo que puso fin a la excepción danesa y la adhesión del país a la política de defensa común de la Unión Europea. Luego de conocerse los resultados, Frederiksen aseguró: «Hemos tomado la decisión correcta» y «Esto significa que estamos más unidos de lo que hemos estado nunca sobre la política europea».

## Resultados
|  | 66.87 % |

|  | 33.13 % |

|  | 98.62 % |

|  | 1.38 % |

|  | 100 % |

|  | 65.76 % |

### Resultados por circunscripción
| Distrito electoral  | Si      | Si    | No      | No    |
| Distrito electoral  | Votos   | %     | Votos   | %     |
| ------------------- | ------- | ----- | ------- | ----- |
| Copenhague          | 235,775 | 69,3% | 104,388 | 30,7% |
| Gran Copenhague     | 160,994 | 68,1% | 75,346  | 31,9% |
| Selandia del norte  | 172,278 | 71,9% | 67,455  | 28,1% |
| Bornholm            | 12,810  | 62,8% | 7,574   | 37,2% |
| Selandia            | 265,989 | 64%   | 149,486 | 36%   |
| Fionia              | 165,129 | 67,3% | 80,355  | 32,7% |
| Jutlandia del Sur   | 215,181 | 63,4% | 124,395 | 36,6% |
| Este de Jutlandia   | 274,410 | 69,6% | 120,002 | 30,4% |
| Oeste de Jutlandia  | 168,850 | 66,3% | 85,654  | 33,7% |
| Jutlandia del Norte | 177,322 | 63,9% | 100,174 | 36,1% |